# 西島麻紘
西島 麻紘（にしじま まひろ、1月11日 - ）は、日本の女性声優、ナレーター。
神奈川県横浜市出身。

## 人物
日本大学芸術学部放送学科卒業。アクセント附属養成所シャイン13期生。
アクセント所属後、2020年3月退所。現在はフリー。
血液型はO型。趣味は芸術鑑賞、映像研究、英会話、ジグソーパズル。

## 出演

### テレビアニメ
- ベルセルク（ニコ）

### Webアニメ
- ラブ、デス＆ロボット　ラッキー・サーティーン（2019年、コルビー）

### ゲーム
- マインクラフト:ストーリーモード シーズン2 (2017年、スープ、他)
- コール オブ デューティ インフィニット・ウォーフェア
- スター・ウォーズ バトルフロント2
- レゴ マーベル スーパーヒーローズ 2 (ガモーラ)
- VALORANT (レイナ)

### 吹き替え

#### 映画
- あの日の声を探して（ハジ・サイエヴ）
- アメイジング・スパイダーマン（日本テレビ版）
- コンビニ・ウォーズ バイトJK VS ミニナチ軍団（タビサ〈ナターシャ・リオン〉）
- ハッシュパピー 〜バスタブ島の少女〜
- バッド・マイロ!
- バトル・オブ・ザ・セクシーズ（ロージー・カザルス〈ナタリー・モラレス〉）
- バレット
- ピッチ・パーフェクト2（コミッサール）
- ピッチ・パーフェクト ラストステージ （カラミティ〈ルビー・ローズ〉）
- 54 フィフティ★フォー（シエル）※Netflix版
- フォックスキャッチャー（アレクサンダー・シュルツ）
- ブラック・クランズマン（パトリス・デュマス〈ローラ・ハリアー〉）
- 女神の見えざる手（エスメ・マヌチャリアン〈ググ・バサ＝ロー〉）
- ライド・アロング〜相棒見習い〜

#### ドラマ
- アンフォゲッタブル 完全記憶捜査
- NCIS:LA 〜極秘潜入捜査班3
- エレメンタリー3 ホームズ&ワトソンinNY（フリン巡査の妻）
- エンパイア〜成功の代償（ポーシャ・テイラー〈タロンダ・ジョーンズ〉、少年アンドレ）
- オレンジ・イズ・ニュー・ブラック（グロリア〈セレニス・レイバ〉、プッセイ〈サミラ・ワイリー〉、ペンサタッキー〈タリン・マニング〉、泣く女）
- 君の声が聞こえる（コ・ソンビン,고성빈〈キム・ガウン〉）
- 後宮の涙（蕭瑍雲）
- ザ・ウィドウ 〜真実を求めて〜
- THE BRINK/史上最低の作戦（ゲイル〈ジェイミー・アレクサンダー〉）
- CSI:12 科学捜査班（シルビア）
- スキャンダル4 託された秘密（ロザリン・メンデス）
- STALKER:ストーカー犯罪特捜班（ヴィッキー・グレッグ〈ミラ・ソルヴィノ〉）
- セーブ・ミー 不良ママのハッピーセラピー編（カーリー〈アレクサンドラ・ブレッケンリッジ〉）
- セーブ・ミー 不良ママ、汝の敵を愛する編（カーリー〈アレクサンドラ・ブレッケンリッジ〉）
- センス8（ダニエラ）
- それいけ! ゴールドバーグ家（エバン）
- ナイトライダー シーズン1 #12（ミッキー・ブラッドバーン〈ジュディ・ランダース〉）[1]
- ノー・セカンドチャンス〜身代金の罠〜（マルティネズ、カタリーナ）
- 馬医（マルグム,말금）
- HAWAII FIVE-0
- フィアー・ザ・ウォーキング・デッド（ルシアナ〈ダナイ・ガルシア〉）
- プロジェクト・ランウェイ9（キンバリー・ゴールドソン）
- フロム・ダスク ティル・ドーン ザ・シリーズ（少年リッチー）
- BONES8
- マイケル・J・フォックス・ショウ（リース）
- リベンジ
- LUCIFER/ルシファー（エラ・ロペス〈エイミー・ガルシア〉）

#### アニメ
- ポンポンポロロ（エディ）
- アルティメット・スパイダーマン（ガモーラ）
- ハルク: スマッシュ・ヒーローズ（ガモーラ）
- アベンジャーズ・アッセンブル（ガモーラ）
- ちいさなプリンセス ソフィア（ウィラウィング）
- ぼくはクラレンス！（ブリーン、シュープ先生）
- トロールハンターズ アルカディア物語（ノムラ）
- バンザイ! キング・ジュリアン（マシクラ）
- バンザイ! キング・ジュリアン EXILED（マシクラ）
- カップケーキ&ダイノのなんでも屋（ヴィッキー、ステーキおばあちゃん）
- ロスト イン オズ（ラングイディア）